# Inwil bei Baar
Inwil (443 m ü. M.) ist ein Ort in der Gemeinde Baar im Schweizer Kanton Zug. In der Nähe von Inwil liegt die Stadt Zug, der Ort Arbach und die Baarburg.
Rund um Inwil gibt es viele Grünflächen, welche aber immer mehr der Stadt Zug weichen müssen. Inzwischen ist der Ort Inwil Teil der Agglomeration Zug-Baar.
Inwil hat mit ca. 1700 Haushaltungen die Grösse eines Dorfes schon längst erreicht. Bis 2010 werden es wahrscheinlich über 2500 Haushaltungen sein. Das entspricht dann über 5000 Einwohnern.
Inwil hat drei Kindergärten und die Primarklassen werden doppelt und z. T. dreifach geführt. Die Oberstufe besuchen die Schüler entweder in der Sternmatt 2 oder in der Sennweid in Baar. Die Kantonsschule (Gymnasium) befindet sich in Zug.
Das Thomas-Team aus der Pfarrei St. Martin (Baar) kümmert sich um das kirchliche Leben im Quartier Inwil-Arbach. Die Gottesdienste finden in der Kirche St. Thomas statt. Der St. Thomas-Chor hat 2022 eine Messe zu Ehren des Hl. Apostels Thomas, ergänzt mit Texten im hiesigen Dialekt, aufgeführt.
Die Interessen der Bevölkerung vertritt der Quartierverein Nachbarschaft Inwil-Arbach (NABIA).